# Zohar Argov
Pour les articles homonymes, voir Argov.
Zohar Orkabi, connu sous le nom de Zohar Argov, né à Rishon LeZion le 16 juillet 1955 et mort dans cette ville le 6 novembre 1987 , est un chanteur israélien, précurseur de la musique israélienne orientale. Il se suicide en prison en 1987.
Il est né de parents juifs yéménites. Il a sorti notamment un album intitulé Bekerem Hateymanim en hommage au quartier yéménite de Tel Aviv Kerem Hateimanim.